# Glaucolepis bleonella
Glaucolepis bleonella is een vlinder van de familie van de dwergmineermotten (Nepticulidae). De wetenschappelijke naam is voor het eerst gepubliceerd in 1904 door Pierre Chretien.
De soort komt voor in Spanje, Frankrijk, Oostenrijk, Slowakije, Hongarije, Kroatië, Griekenland, Europees Rusland en Oekraïne (de Krim).